# Винокуров, Олег Валерьевич
Оле́г Вале́рьевич Виноку́ров (род. 30 марта 1966, Москва) — российский спортивный журналист, публицист и переводчик. Сын Валерия Винокурова.

## Биография
Окончил филологический факультет МГУ. В 1991—1997 годах работал в еженедельнике «Футбол» корреспондентом, обозревателем, заместителем главного редактора, возглавлял отдел международного футбола.
Освещал события крупнейших футбольных турниров в разных точках планеты — чемпионатов мира 1994, 1998, 2002 и 2006 годов, чемпионатов Европы 1992, 1996, 2000, 2004, 2008 и 2012 годов, молодёжных и юношеских чемпионатов Европы, а также чемпионатов мира и Европы по футзалу (мини-футболу), чемпионата мира по регби и чемпионата мира по снукеру. С 1995 по 2003 год посещал все финалы Лиги чемпионов и многочисленные матчи различных турниров клубных и сборных команд.
В 1994 году вместе с коллегой по еженедельнику Юрием Юдиным создал программу «Футбольный клуб» на канале НТВ. Впоследствии вёл программы «Футбольная кухня» на канале 7ТВ, «Футбол-футбол» на канале «Столица», «На стадионе» на канале ВКТ.
В 1994 году вместе с отцом стал победителем викторины ФИФА «Гол» на знание истории мирового футбола.
В течение нескольких лет был членом комитета по связям с общественностью и справедливой игре Российского футбольного союза.
С 1994 по 2008 год сотрудничал с Радио «Свобода» в качестве спортивного обозревателя, редактора и ведущего программ «Прессинг» и «Час прессы: спорт».
С 2007 по январь 2012 года сотрудничал с Радио «Спорт-FM», где вёл программы «Футбол в диалогах», «Вспомнить всё», «Спорный мяч», «Цена вопроса» (вместе с экономистом Робертом Воскеричяном).
Главный редактор журнала «Футбольная правда», издававшегося в 2003—2005 годах.
Перевёл с английского повесть Брайана Глэнвилла «Вратари — не такие, как все», его же «Историю Кубка чемпионов», книгу Саймона Купера «Футбольные войны», «Уроки Питера Шилтона» и автобиографию Эрика Кантона, публиковавшиеся в периодической печати.
В 2009—2016 годах работал в пресс-службе Континентальной хоккейной лиги.
В 2010—2011 годах — автор и ведущий программы «Территория „Динамо“» на Телеканале КХЛ.
В 2012 году получил награду от РФПЛ «За большой вклад в популяризацию и развитие отечественного футбола».
В январе 2013 года организовал и осуществил автопробег по маршруту Москва — Челябинск по случаю Матча Звезд КХЛ. По совпадению следующий автопробег, посвященный финалу Кубка Гагарина, прошёл в апреле по тому же маршруту, так как в финальной серии встретились «Динамо» (Москва) и «Трактор» (Челябинск).
В 2016-2025 годах — руководитель пресс-службы хоккейного клуба «Куньлунь Ред Стар» (Пекин).